# Deutschland (canção)
"Deutschland" (do alemão para o português: "Alemanha") é um single da banda alemã de Neue Deutsche Härte Rammstein lançado em 28 de março de 2019, é o primeiro single do sétimo álbum, lançado em 17 de maio de 2019. Inclui a versão do álbum da música, e um remix por Richard Z. Kruspe. O videoclipe da canção foi filmado em janeiro de 2019 e dirigido por Eric Remberg, mais conhecido como Specter Berlin. "Deutschland" tornou-se o segundo single do Rammstein à atingir a posição número um na Alemanha depois de "Pussy" em 2009. Foi também o número um na Hungria e na Suíça e alcançou o top 5 na Áustria e na Finlândia.

## Vídeo musical e controvérsias
O teaser do vídeo provocou críticas algumas horas após o lançamento. O vídeo sombrio, violento e até mesmo macabro, típico da banda, apresenta vários eventos da história da Alemanha, incluindo os tempos romanos, a Idade Média, as Guerras Mundiais e a Guerra Fria; e cenas de ficção científica no espaço sideral. Segundo Felix Klein, o comissário antissemitismo do governo, o vídeo é "uma exploração de mau gosto da liberdade artística." O vídeo também recebeu críticas vindas de Charlotte Knobloch, uma sobrevivente do Holocausto e ex-presidente do Conselho Central de Judeus da Alemanha, que fez as seguintes declarações: "A instrumentalização e a banalização do Holocausto, como mostradas nas imagens, é irresponsável." e "Com este vídeo, a banda passou dos limites".
A atriz alemã de origem africana Ruby Commey também aparece em todo o vídeo e é creditada como Germania. Os créditos finais apresentam uma versão para piano do single "Sonne", da banda, de 2001.

## Faixas
| N.º            | Título                                      | Duração |  |
| 1.             | "Deutschland"                               | 5:22    |  |
| 2.             | "Deutschland" (Remix por Richard Z. Kruspe) | 5:46    |  |
| Duração total: | Duração total:                              | 11:16   |  |

## Desempenho nas tabelas
| Paradas musicais                                        | Melhor posição |
| ------------------------------------------------------- | -------------- |
| Austrália (ARIA)                                        | 39             |
| Áustria (Ö3 Austria Top 75)                             | 4              |
| Bélgica (Ultratop 50 de Flandres)                       | 23             |
| Bélgica (Ultratip Bubbling Under da Valônia)            | 23             |
| República Checa (Singles Digitál Top 100)               | 11             |
| Finlândia (Suomen virallinen lista)                     | 4              |
| França (SNEP)                                           | 100            |
| Alemanha (Offizielle Deutsche Charts)                   | 1              |
| Hungria (Stream Top 40)                                 | 11             |
| Irlanda (IRMA)                                          | 96             |
| México (Billboard)                                      | 34             |
| Países Baixos (Single Top 100)                          | 74             |
| Nova Zelândia (RMNZ)                                    | 27             |
| Escócia (Scottish Singles Chart)                        | 29             |
| Eslováquia (Singles Digitál Top 100)                    | 20             |
| Suécia (Sverigetopplistan)                              | 44             |
| Suíça (Schweizer Hitparade)                             | 1              |
| Reino Unido (UK Singles Chart)                          | 98             |
| Reino Unido (OCC UK Rock and Metal)                     | 4              |
| Estados Unidos (Billboard Hot Rock & Alternative Songs) | 14             |

## Certificações
| País                 | Certificação | Vendas  |
| -------------------- | ------------ | ------- |
| Alemanha (BVMI)      | 3× Ouro      | 600.000 |
| Áustria (IFPI)       | Platina      | 30.000  |
| Brasil (PMB)         | Platina      | 40.000  |
| Dinamarca (IFPI)     | Ouro         | 45.000  |
| Espanha (PROMUSICAE) | Ouro         | 100.000 |
| França (SNEP)        | Ouro         | 100.000 |
| Polónia (ZPAV)       | 2× Platina   | 100.000 |
| Reino Unido (BPI)    | Prata        | 200.000 |
| Suécia (IFPI)        | Ouro         | 40.000  |

## Histórico de lançamento
| Região           | Data                | Formatos                   | Gravadora       | Número no catálogo | Ref.   |
| ---------------- | ------------------- | -------------------------- | --------------- | ------------------ | ------ |
| Vários           | 28 de março de 2019 | Download digital Streaming | Universal Music | —                  | [ 32 ] |
| Europa           | 12 de abril de 2019 | 7-inch                     | Universal Music | 7761888            |        |
| Europa           | 12 de abril de 2019 | CD                         | Universal Music | 7755354            |        |
| América do Norte | 30 de abril de 2019 | 7-inch                     | Universal Music | TBA                | [ 33 ] |